# Venturia (groupe musical)
Pour les articles homonymes, voir Venturia.
Venturia est un groupe de metal progressif français, originaire de Montpellier. Il est formé en 1999 par le guitariste Charly Sahona. Le style musical du groupe est un mélange de heavy metal, de pop rock, de musique électronique et de classique. Venturia est composé d'un binôme de chanteurs masculin et féminin.

## Biographie

### Origines (1997–1999)
Après douze ans d'études pianistiques au conservatoire, inspiré par la musique pop rock et metal, Charly Sahona décide de se mettre à la guitare électrique et ressent très vite le besoin de découvrir les virtuoses de cet instrument pour le devenir à son tour, après quelques années de travail acharné. Découvrant la vague musicale de metal progressif, Charly décide de composer et de fonder son propre groupe Venturia.
En 1997, il rencontre le batteur suisse Diego Rapacchietti. Impressionné par le talent de ce dernier, il lui propose d'enregistrer une première démo. La complicité musicale et humaine entre les deux musiciens est immédiate.  Ensemble, ils engagent un bassiste et un chanteur intérimaire, mais le résultat de l'enregistrement ne satisfait pas pleinement le guitariste et le batteur.  Convaincus par le potentiel du groupe, ils décident de travailler afin de développer leur style de composition et de réaliser un meilleur produit. En 1999, ils enrôlent Thomas James à la basse et Olivier Segura au chant pour lancer la première formation officielle de Venturia en 2000.

### Débuts (2000–2003)
Une démo de quatre titres voit enfin le jour en 2000, elle comporte les premières versions des titres Fallen World, The Unholy One et Walk on to the Daylight. 
En 2003, Charly participe à la compilation hommage au guitariste Shawn Lane qui sera distribuée par le label finlandais Lion Music. La maison de disques sera vite intéressée par Venturia. Le groupe s'active à la préparation du premier album mais Olivier, pour des raisons personnelles quitte le projet. Il est remplacé par le chanteur américain Marc Ferreira. Au même moment, Charly propose à la chanteuse Lydie Robin, avec qui il travaillait déjà depuis quelques années, de les rejoindre.

### Premiers albums (2004–2008)
L'enregistrement du premier album studio, The New Kingdom débute fin 2004 sous la direction de Kevin Codfert. Un contrat avec le label danois Intromental Management est signé. L'album sort mondialement le 21 avril 2006 et est très rapidement acclamé par la presse spécialisée ainsi que par de nombreux sites internet. En 2007, la télévision suisse TSR invite Venturia à jouer l'intégralité de The New Kingdom pour l'émission 100 % scène. Durant toute cette année, le groupe compose et travaille sur de nouvelles recherches sonores pour le nouvel opus. L'enregistrement réalisé par Carryl Montini se déroule principalement en Suisse entre novembre et mars.
Le deuxième album du groupe, intitulé Hybrid, est publié mondialement le 12 septembre 2008,. L'identité de Venturia y est immédiatement reconnaissable. Les paroles sont orientées vers des sujets sociologiques, fantasmagoriques, philosophiques ou d'actualité. Why? This Women's Life est une des chansons les plus fortes de l'album. Lydie y explore toutes les richesses de sa voix sur le sujet difficile de l'excision.

### Dawn of a New Era(depuis 2010)
En août 2012, Venturia publie son premier clip, celui de la chanson What If I, extraite de leur album à venir, Dawn of a New Era prévu au label Lion Music. En septembre 2012, Venturia publie son troisième album studio, intitulé Dawn of a New Era, qui est généralement bien accueilli par la presse spécialisée,,.

## Membres

### Membres actuels
- Thomas James - basse
- Charly Sahona - guitare, programmations, synthétiseur, piano, chœurs (depuis 2001)
- Frédéric Marchal - batterie (depuis 2011)
- Claire Pinochi - chant (depuis 2015)

### Anciens membres
- Franck Hermanny - basse
- Diego Rapacchietti - batterie
- Kevin Codfert - claviers
- Lydie Lazulli - chant (2004-2010, 2011-2014)
- Marc Ferreira - chant (2004-2010)
- Florine Acquisto - chant féminin (2010-2011)

## Discographie

### Albums studio
- 2006 : The New Kingdom
- 2008 : Hybrid
- 2012 : Dawn of a New Era

### Hommages
- Remembered / vol. 1 - Shawn Lane (Charly Sahona)